# ASユナイテッド
ASユナイテッド（エー・エス・ユナイテッド）は、障害者サッカーの一つであるCPサッカー（脳性麻痺者7人制サッカー）を行っているサッカークラブである。埼玉県さいたま市の埼玉県障害者交流センターを中心に、原則として毎週日曜日の午後に活動している。

## 設立とクラブ名
永井達也、川渕譲、斎藤義信の三氏により2002年の5月に設立された。ASのAは創設者の一人の当時の住所である東京都北区赤羽の、Sは埼玉県さいたま市の、ローマ字の頭文字からそれぞれ取ったものである。元々は東京と埼玉の連合体(United)という意味合いであったが、東京での活動が減ったことに伴い、Aはactive（英語で活動的なという意味）、Sはsmile（笑顔）、Uはunique（個性的な）の意味をかぶせて用いるようになった。

## 歴代代表者
2002.5～2004.3　川渕譲
2004.4～2018.12　松村健一
2019.4～　中村臣宏

## 歴代監督
2002～2005シーズン　斎藤義信
2006～2009シーズン　中村臣宏
2010～2013シーズン　工藤祐二
2014～2016シーズン　松村健一
2017シーズン～　中本悠太

## クラブ役職
代表：中村臣宏（広報兼任）
副代表：吉澤菜摘（選手兼任）
会計：高橋恵子
監督：中本悠太
キャプテン：田畑和郎
副キャプテン：高橋弘人

## ユニフォーム
チーム設立以来、フィールドプレーヤーのホームカラーは赤。アウェイカラーは白。
これは設立メンバーが熱烈な浦和レッズのサポーターであることに由来する。
なお、ショーツは2002年から2005年までが白、2006年から2013年までが赤、現行は黒である。

### ユニフォームメーカーの遍歴
- 2002年 - 2013年：プーマ
- 2014年 - 2016年：ナイキ
- 2017年 -            : プーマ

## 大会成績
年に一度開催されるCPサッカー全日本選手権大会へは、第2回大会（2002）から出場し初出場準優勝。以降第3-6回大会（2003-2006年）および第8回-第11回大会（2008-2011年）にかけて、4連覇を2回達成している。全日本選手権大会での通算成績は、優勝8回、準優勝4回、3位1回、4位1回、6位1回。

## 掲載メディア
柏崎日報(2015年9月26日付)